# The Unnamed Feeling
The Unnamed Feeling (engl. für: „das unbenannte Gefühl“) ist ein Lied der US-amerikanischen Metal-Band Metallica. Der Song ist die dritte Singleauskopplung ihres achten Studioalbums St. Anger und wurde am 12. Januar 2004 veröffentlicht.

## Inhalt
Bei dem im Lied besungenen „unbenannten Gefühl“ handelt es sich um Angststörungen, die in verschiedenen Situationen auftreten und bei betroffenen Personen zu Panikattacken führen können. Das lyrische Ich beschreibt, wie es spürt, dass die Angst in ihm aufsteigt und es nichts dagegen tun kann. Es möchte das unangenehme Gefühl um jeden Preis loswerden und zieht dabei sogar Suizid in Betracht.

## Produktion
Der Text des Liedes wurde von James Hetfield, Lars Ulrich, Kirk Hammett und Bob Rock geschrieben. Auch bei der Produktion arbeiteten Metallica mit Bob Rock zusammen.

## Musikvideo
Bei dem zu The Unnamed Feeling im Oktober 2003 gedrehten Musikvideo führten The Malloys Regie. Es zeigt verschiedene Personen, die „das unbenannte Gefühl“ in unterschiedlichen Situationen erleben. So bleibt ein Mann, der an Klaustrophobie leidet, im Fahrstuhl stecken, während ein anderer Mann eine Bar betritt und sich von allen beobachtet fühlt. Die Band spielt in einem kleinen Raum, dessen Wände sich langsam nach innen bewegen. Zwischendurch sind immer wieder Wörter eingeblendet, die mit dem Gefühl in Verbindung gebracht werden, wie „Anxiety“ („Angst“), „Stress“, „Disturbed“ („gestört“), „Afraid“ („ängstlich“), „Panic“ oder „Psycho“.

## Single

### Versionen
International Single Part 1
1. The Unnamed Feeling – 7:09
2. The Four Horsemen (Live at le Bataclan, Paris, 2003) – 5:31
3. Damage, Inc. (Live at le Bataclan, Paris, 2003) – 5:00
4. The Unnamed Feeling (Video)

International Single Part 2
1. The Unnamed Feeling – 7:09
2. Hit the Lights (Live at le Trabendo, Paris, 2003) – 4:10
3. Ride the Lightning (Live at le Bataclan, Paris, 2003) – 7:31
4. Motorbreath (Live at le Boule Noire, Paris, 2003) – 3:13

International EP
1. The Unnamed Feeling – 7:09
2. The Four Horsemen (Live) – 5:31
3. Damage, Inc. (Live) – 5:00
4. Leper Messiah (Live) – 6:24
5. Motorbreath (Live) – 3:13
6. Ride the Lightning (Live) – 7:31
7. Hit the Lights (Live) – 4:10
8. The Unnamed Feeling (Video) – 5:31

### Chartplatzierungen
The Unnamed Feeling stieg am 26. Januar 2004 auf Platz 31 in die deutschen Singlecharts ein, erreichte in der folgenden Woche mit Rang 24 die Höchstposition und hielt sich sieben Wochen in den Top 100. Besonders erfolgreich war die Single in Spanien, Finnland und Dänemark, wo sie Platz 1, 2 bzw. 3 erreichte.